# Diana Prince (DC Extended Universe)
Diana di Themyscira, conosciuta anche con il suo nome civile Diana Prince o con il titolo di supereroina Wonder Woman, è un personaggio immaginario del DC Extended Universe (DCEU), basato sull'omonimo personaggio di DC Comics. È apparsa per la prima volta nel film Batman v Superman: Dawn of Justice (2016), interpretata da Gal Gadot, e in seguito ha avuto un ruolo di rilievo in Wonder Woman (2017), Justice League (2017), compresa la versione del regista del 2021, e Wonder Woman 1984 (2020), oltre a brevi cameo in Shazam! Furia degli dei (2023) e The Flash (2023).
La performance di Gal Gadot nei panni di Wonder Woman, prima incarnazione cinematografica live-action del personaggio, è stata accolta con favore dalla critica fin dal debutto in Batman v Superman, dove è stata considerata uno degli elementi più riusciti del film. La sua interpretazione in Wonder Woman è stata particolarmente lodata per il calore, l'ottimismo e la chimica con i suoi co-protagonisti. Tuttavia, in alcuni paesi arabi è scoppiata una controversia politica che ha portato al divieto del film, a causa delle origini israeliane dell'attrice. Il suo ruolo in Justice League è stato criticato per essere stato ridotto e per la sua oggettivazione, sebbene la versione di Zack Snyder abbia ricevuto riscontri più positivi.

## Accoglienza

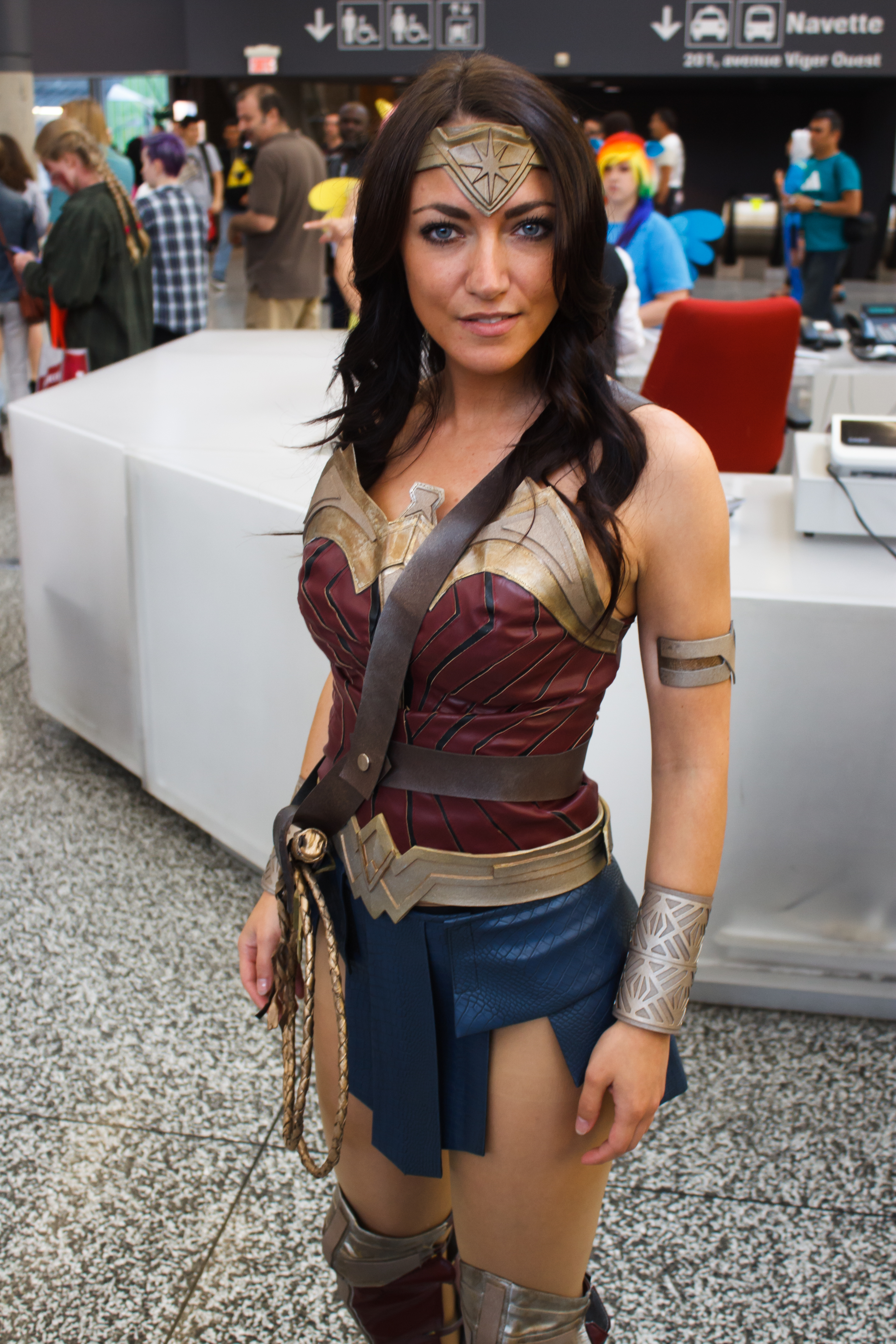
Cosplayer vestita come la Wonder Woman di Gal Gadot al Montreal ComicCon 2016

Dopo l'apparizione di Wonder Woman in Batman v Superman, Jordan Hoffman di The Guardian, in una recensione dal tono ambivalente, ha osservato che la performance di Gal Gadot è stata "la cosa migliore del film". Anche Cynthia Fuchs di PopMatters, in una recensione simile, ha sottolineato che "Wonder Woman rimane la storia più avvincente di Batman v Superman, proprio perché non è raccontata".

## Altre apparizioni

### Shazam!(2019)
Nella sequenza animata dei titoli di coda del film Shazam! (2019), Wonder Woman è stata vista prendere a pugni un cattivo sottomesso prima di salire sulla Batmobile con Shazam.

### Pubblicità
Clip di Gal Gadot nei panni di Wonder Woman, tratte da Wonder Woman 1984, sono state utilizzate in una pubblicità della DirecTV andata in onda nel 2021. Lo spot vede protagonista la tennista professionista Serena Williams, inserita digitalmente nel film con l'aspetto di Wonder Woman, dopo che un cliente ha inconsapevolmente fuso le due figure sullo schermo del suo televisore.

### Videogiochi
La Wonder Woman di Gadot appare come skin nelle versioni mobili dei videogiochi Injustice: Gods Among Us e Injustice 2. È anche presente come personaggio nel DC Movie Pack per LEGO DC Super-Villains.